# Nederlands Pluimveemuseum

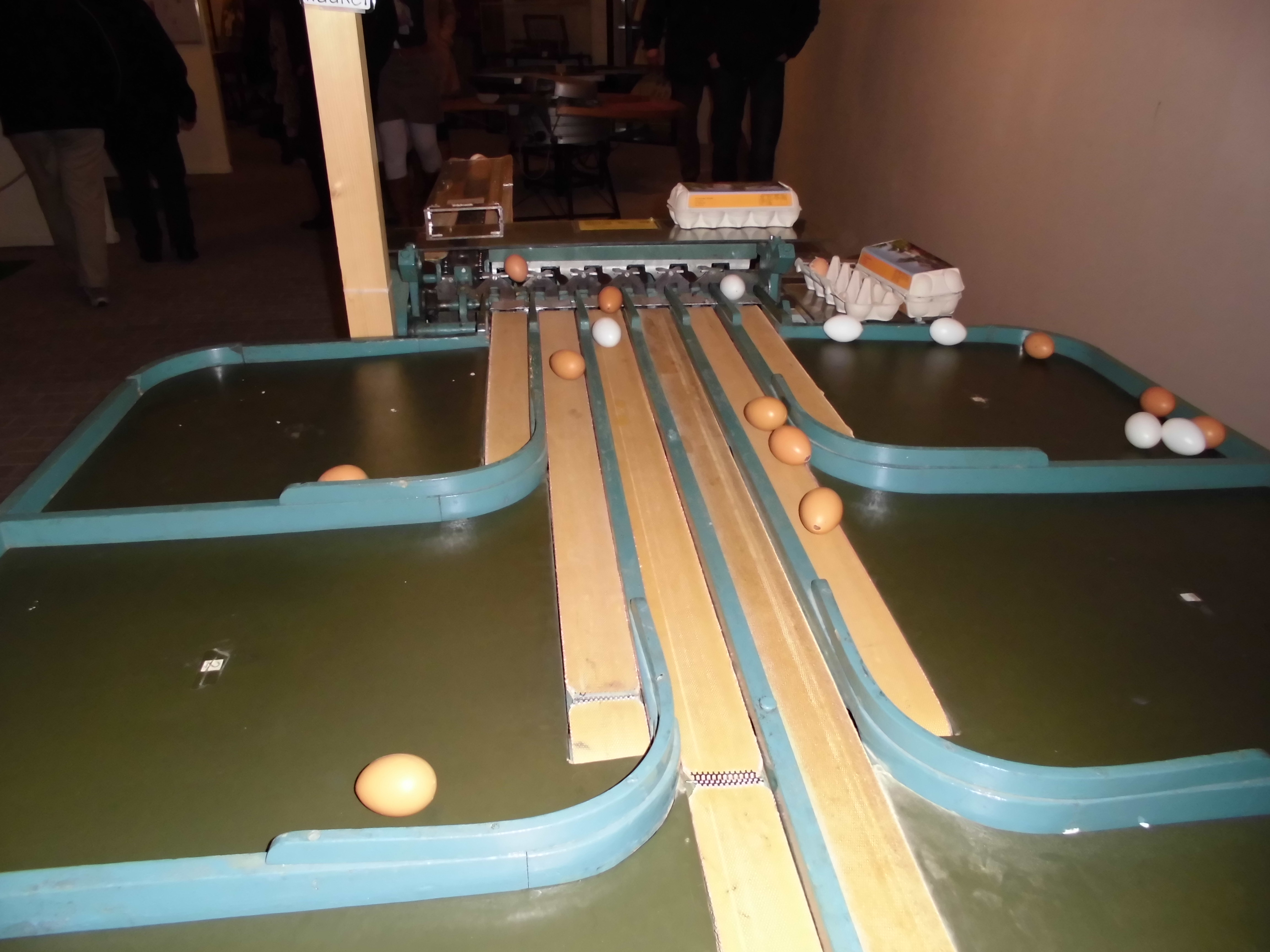
Eiersorteermachine uit 1948

Het Nederlands Pluimveemuseum is een museum in het Gelderse dorp Barneveld gespecialiseerd in alles wat met pluimvee (voornamelijk kippen) te maken heeft. De stichting Nederlands Museum voor de Pluimveehouderij is in 1983 opgericht. Het museum trekt, per jaar, 25.000 - 30.000 bezoekers.

## Geschiedenis
Het museum ging in 1989 open aan de Bloemendaallaan in de Veluwse plaats Barneveld, vanouds bekend om haar pluimveehouderij. In april 1999 opende landbouwminister Haijo Apotheker het nieuwe, veel grotere pand aan de Hessenweg. De uitbraak van vogelgriep in Barneveld in 2003 zorgde voor bijna een halvering van het aantal bezoekers. Een jaar later zat het aantal bezoekers weer op het niveau van voor de uitbraak. In 2008 werd het museum uitgebreid met twee nieuwe hallen.

## Permanente expositie
In de permanente expositie van het Pluimveemuseum wordt de biologie en geschiedenis van kippen en eieren behandeld. Ook de ontwikkelingen in de Nederlandse pluimveehouderij worden getoond. Het museum beschikt over een veilinglokaal met een interieur uit 1930 en een authentieke veilingklok.

## Hoendertuin
In de 4.000 vierkante meter grote tuin van het museum worden meer dan twintig Oud-Hollandse hoenderrassen gehouden en tentoongesteld.

## Wisselexpositie
Het museum organiseert regelmatig wisselexposities; vaak gaat het dan om kunst gerelateerd aan pluimvee. Zo had het museum in 2008 een expositie van torenhanen. Ook de haan van de Amersfoortse Elleboogkerk, waar het Armando Museum in huisde voordat de kerk in oktober 2007 door brand werd verwoest, was opgenomen in deze expositie.
In 2009 vond de expositie Na het kraaien van de haan... in het museum plaats. Deze expositie ging over een dag uit het leven van een Veluwse kippenboer in de jaren vijftig. Honderden, voornamelijk porseleinen en bronzen voorwerpen uit de collectie van verzamelaar en kippenkenner Hans Ringnalda brachten zo'n dag in beeld.
Voor de wisselexpositie in 2015 volgde het museum het erfgoedfestival Gemaakt in Gelderland. Naast de pluimveehouderij ontstonden in Barneveld en omgeving toeleveringsbedrijven voor de sector, waar broedmachines, eierkisten, sorteermachines en pluimveevoeders gemaakt worden. In de wisselexpositie werd dit in beeld gebracht.